# Giro della Provincia di Reggio Calabria 1987
Il Giro della Provincia di Reggio Calabria 1987, quarantottesima edizione della corsa, si svolse il 7 marzo 1987 su un percorso di 230 km, con partenza e arrivo a Reggio Calabria. La vittoria fu appannaggio dello svizzero Tony Rominger, che completò il percorso in 6h36'50", alla media di 34,775 km/h, precedendo lo svedese Stefan Brykt e l'italiano Franco Chioccioli.

## Ordine d'arrivo (Top 10)
| Pos. | Corridore          | Squadra                             | Tempo    |
| ---- | ------------------ | ----------------------------------- | -------- |
| 1    | Tony Rominger      | Supermercati Brianzoli-Chateau d'Ax | 6h36'50" |
| 2    | Stefan Brykt       | Gewiss-Bianchi                      | a 0'41"  |
| 3    | Franco Chioccioli  | Gis Gelati-Jolly                    | a 0'54"  |
| 4    | Gianni Bugno       | Atala-Ofmega                        | s.t.     |
| 5    | Michele Moro       | Selca                               | s.t.     |
| 6    | Silvano Contini    | Del Tongo-Colnago                   | s.t.     |
| 7    | Giuseppe Petito    | Gis Gelati-Jolly                    | s.t.     |
| 8    | Francesco Cesarini | Del Tongo-Colnago                   | s.t.     |
| 9    | Renato Piccolo     | Gewiss-Bianchi                      | a 0'59"  |
| 10   | Roberto Conti      | Selca                               | s.t.     |